# Sharice Davids
Sharice Davids, född 22 maj 1980 i Frankfurt am Main, är en amerikansk advokat och politiker från delstaten Kansas. Vid valet av Representanthuset den 6 november 2018 valdes hon från 3 valdistriktet i delstaten.
Davids har arbetat som advokat. Hon har också utfört kampsporten MMA, både som amatör och professionell. Davids studerade vid University of Missouri och Cornell Law School. Hon och New Mexicos representant Deb Haaland är de två första kvinnorna i USA:s kongress från den amerikanska ursprungsbefolkningen. Davids har anor från Ho-Chunk - befolkningen.
Davids besegrade republikanen Kevin Yoder i valet 2018. När hon svordes in den 3 januari 2019; blev hon den första demokraten som representerade Kansas i representanthuset sedan Dennis Moore år 2011.
Davids utnämndes till vice ordförande för Demokratiska partiets konvent 2020.
Sharice Davids är öppen om sin lesbiska orientering.